# Офрі Ланкрі
Офрі Ланкрі (нар. 6 липня 1991) — колишня ізраїльська тенісистка.
Найвищу одиночну позицію світового рейтингу — 545 місце досягла 18 червня 2012, парну — 586 місце — 7 травня 2012 року.
Здобула 2 одиночні та 3 парні титули туру ITF.

## Фінали ITF

### Одиночний розряд: 8 (2–6)
| Легенда          |
| ---------------- |
| Турніри $100,000 |
| Турніри $75,000  |
| Турніри $50,000  |
| Турніри $25,000  |
| Турніри $10,000  |

| Фінали за покриттям |
| ------------------- |
| Тверде (2–6)        |
| Ґрунт (0–0)         |
| Трава (0–0)         |
| Килим (0–0)         |

| Результат | Ранг | Дата            | Турнір                 | Покриття | Суперниця             | Рахунок       |
| --------- | ---- | --------------- | ---------------------- | -------- | --------------------- | ------------- |
| Поразка   | 1.   | 11 вересня 2010 | Лариса (місто), Греція | Тверде   | Олександра Артамонова | 6–4, 2–6, 5–7 |
| Перемога  | 1.   | 3 липня 2011    | Гавана, Куба           | Тверде   | Makiho Kozawa         | 6–2, 6–4      |
| Поразка   | 2.   | 11 вересня 2011 | Мітилена, Греція       | Тверде   | Деніз Хазанюк         | 4–6, 5–7      |
| Поразка   | 3.   | 18 вересня 2011 | Porto Rafti, Греція    | Тверде   | Хімена Ермосо         | 6–4, 4–6, 2–6 |
| Перемога  | 2.   | 26 травня 2012  | Раанана, Ізраїль       | Тверде   | Деспойна Воґасарі     | 6–0, 6–1      |
| Поразка   | 4.   | 16 травня 2015  | Акко (місто), Ізраїль  | Тверде   | Деніз Хазанюк         | 1–6, 3–6      |
| Поразка   | 5.   | 24 травня 2015  | Нетанья, Ізраїль       | Тверде   | Деніз Хазанюк         | 4–6, 1–6      |
| Поразка   | 6.   | 13 червня 2015  | Рамат-Ган, Ізраїль     | Тверде   | Деніз Хазанюк         | 5–7, 0–6      |

### Парний розряд: 4 (3–1)
| Легенда          |
| ---------------- |
| Турніри $100,000 |
| Турніри $75,000  |
| Турніри $50,000  |
| Турніри $25,000  |
| Турніри $10,000  |

| Фінали за покриттям |
| ------------------- |
| Тверде (3–1)        |
| Ґрунт (0–0)         |
| Трава (0–0)         |
| Килим (0–0)         |

| Результат | Ранг | Дата           | Турнір             | Покриття | Партнерка          | Суперниці                       | Рахунок  |
| --------- | ---- | -------------- | ------------------ | -------- | ------------------ | ------------------------------- | -------- |
| Перемога  | 1.   | 28 травня 2011 | Раанана, Ізраїль   | Тверде   | Valeria Patiuk     | Lee Or Margarita-Greta Skripnik | 6–2, 6–1 |
| Перемога  | 2.   | 22 травня 2015 | Нетанья, Ізраїль   | Тверде   | Alona Pushkarevsky | Влада Єкшибарова Деніз Хазанюк  | 6–3, 6–3 |
| Поразка   | 1.   | 5 червня 2015  | Рамат-Ган, Ізраїль | Тверде   | Alona Pushkarevsky | Valeria Patiuk Керен Шломо      | 4–6, 2–6 |
| Перемога  | 3.   | 11 червня 2015 | Ramat Gan, Ізраїль | Тверде   | Alona Pushkarevsky | Valeria Patiuk Керен Шломо      | 6–3, 6–4 |

## ITF junior finals
| Великий Шлем |
| Категорія GA |
| Категорія G1 |
| Категорія G2 |
| Категорія G3 |
| Категорія G4 |
| Категорія G5 |

### Одиночний розряд (0–3)
| Результат | Ранг | Дата            | Турнір           | Grade | Покриття | Суперниця       | Рахунок            |
| --------- | ---- | --------------- | ---------------- | ----- | -------- | --------------- | ------------------ |
| Поразка   | 1.   | 17 лютого 2007  | Мехіко, Мексика  | G5    | Тверде   | Nadia Frederika | 3–6, 3–6           |
| Поразка   | 2.   | 20 вересня 2008 | Бат-Ям, Ізраїль  | G4    | Тверде   | Angelika Aliev  | 7–6(7–5), 0–6, 2–6 |
| Поразка   | 3.   | 27 вересня 2008 | Нетанья, Ізраїль | G5    | Тверде   | Ofir Morag      | 0–6, 1–6           |

### Парний розряд (0–1)
| Результат | Ранг | Дата           | Турнір             | Grade | Покриття | Партнерка  | Суперниці                               | Рахунок       |
| --------- | ---- | -------------- | ------------------ | ----- | -------- | ---------- | --------------------------------------- | ------------- |
| Поразка   | 1.   | 10 травня 2008 | Беер-Шева, Ізраїль | G4    | Тверде   | Ofir Morag | Orian Ben Haim Margarita-Greta Skripnik | 3–6, 6–4, 2–6 |

## Гра за національну збірну

### Кубок Федерації
Lankri made her Кубок Біллі Джин Кінг debut for Ізраїль in 2014, while the team was competing in the Europe/Africa Zone Group I.

#### Fed Cup (1–1)
| Участь у матчах груп            |
| ------------------------------- |
| Світова група (0–0)             |
| Плей-оф Світової групи (0–0)    |
| Світова група II (0–0)          |
| Плей-оф світової групи II (0–0) |
| Europe/Africa Group (1–1)       |

| Матчів за покриттям |
| ------------------- |
| Тверде (1–1)        |
| Ґрунт (0–0)         |
| Трава (0–0)         |
| Килим (0–0)         |

| Матчів за розрядом     |
| ---------------------- |
| Одиночний розряд (1–0) |
| Парний розряд (0–1)    |

| Закритий/відкритий корт |
| ----------------------- |
| Закритий корт (1–1)     |
| Відкритий корт (0–0)    |

#### Одиночний розряд (1–0)
| Розіграш                                | Стадія   | Дата          | Місце              | Супротивник | Покриття | Суперниця         | W/L | Рахунок            |
| --------------------------------------- | -------- | ------------- | ------------------ | ----------- | -------- | ----------------- | --- | ------------------ |
| 2014 Fed Cup Europe/Africa Zone Group I | Play-off | 9 лютого 2014 | Будапешт, Угорщина | Hungary     | Тверде   | Сабіна Славіковіч | W   | 6–3, 3–6, 7–6(7–3) |

#### Парний розряд (0–1)
| Розіграш                                | Стадія   | Дата          | Місце              | Супротивник | Покриття | Партнерка   | Суперниці                       | W/L | Рахунок  |
| --------------------------------------- | -------- | ------------- | ------------------ | ----------- | -------- | ----------- | ------------------------------- | --- | -------- |
| 2014 Fed Cup Europe/Africa Zone Group I | Play-off | 9 лютого 2014 | Будапешт, Угорщина | Hungary     | Тверде   | Керен Шломо | Река Луца Яні Сабіна Славіковіч | L   | 3–6, 4–6 |